# Macchina di Atwood

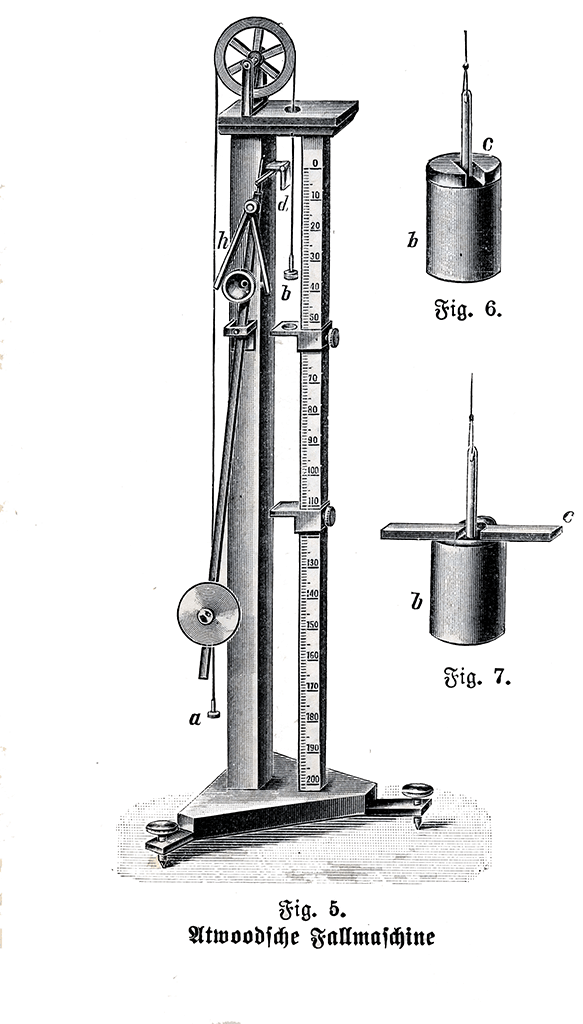
Illustrazione del 1905 della macchina di Atwood.

Diagramma di corpo libero della macchina di Atwood.

La macchina di Atwood è stata inventata nel 1784 da George Atwood come un esperimento di laboratorio per verificare le leggi del moto uniformemente accelerato.
La macchina di Atwood è semplicemente una carrucola ideale: essa è costituita da due oggetti di massa {\displaystyle m_{1}} e {\displaystyle m_{2}} connessi da un filo inestensibile di massa trascurabile posto sopra una carrucola priva di massa. In questo modo è possibile studiare il rapporto tra forza peso, massa e accelerazione.
Quando {\displaystyle m_{1}=m_{2}} la macchina si trova in equilibrio, in quanto la somma delle forze agenti è nulla, mentre quando una delle due masse è maggiore dell'altra (ad esempio {\displaystyle m_{2}>m_{1}}) i due oggetti subiscono un'accelerazione causata dalla differenza fra le due masse.

## Equazioni del moto
A questo punto è possibile ricavare l'equazione del moto dei due corpi. Se consideriamo il filo inestensibile privo di massa e la carrucola anch'essa priva di massa e attrito, le uniche forze da tenere in conto sono la tensione del filo {\displaystyle T} e la forza peso delle masse {\displaystyle mg}. Per trovare la somma delle forze dobbiamo considerare le forze agenti sulle singole masse.
Sul corpo {\displaystyle m_{1}} la forza agente sarà:
{\displaystyle T-m_{1}g}
Sul corpo {\displaystyle m_{2}} la forza agente sarà:
{\displaystyle m_{2}g-T}
La somma delle forze applicate al sistema risulterà essere uguale a
{\displaystyle \sum F=(m_{2}g-T)+(T-m_{1}g)=g(m_{2}-m_{1})}
Usando la seconda legge di Newton possiamo ricavare l'equazione del moto:
{\displaystyle \sum F=ma\;\Rightarrow \;a={\sum F \over m}}
Poiché 
{\displaystyle \sum F=g(m_{2}-m_{1})}
e
{\displaystyle \;m=m_{1}+m_{2}}
si ottiene
{\displaystyle a=g\left({m_{2}-m_{1} \over m_{1}+m_{2}}\right)}
Viceversa, l'accelerazione di gravità {\displaystyle g} può essere trovata misurando lo spostamento dei pesi, e calcolando quindi l'accelerazione uniforme, secondo la relazione
{\displaystyle d={1 \over 2}at^{2}}
d è lo spazio percorso dalla fune nel tempo t con accelerazione a partendo da fermo.

## Equazione della tensione
Dopo aver ricavato il valore dell'accelerazione è possibile trovare il valore della tensione del filo. Per fare ciò si sostituisce il valore di {\displaystyle a} in una delle due equazioni iniziali delle forze.
{\displaystyle a=g\left({m_{2}-m_{1} \over m_{1}+m_{2}}\right)}
Sostituendo l'accelerazione nell'equazione {\displaystyle m_{1}a=T-m_{1}g}, si ottiene:
{\displaystyle T=g\left({2m_{1}m_{2} \over m_{1}+m_{2}}\right)=2g\mu },
dove {\displaystyle \mu } è la massa ridotta.
La tensione può essere trovata ugualmente dall'equazione {\displaystyle m_{2}a=m_{2}g-T}.

## Caso della carrucola di massa non trascurabile
Nel caso in cui la carrucola abbia una massa non trascurabile rispetto a quelle dei due pesi, possiamo usufruire delle equazioni della dinamica rotazionale per determinare in modo più generale l'accelerazione delle due masse e la tensione della corda. Definiti {\displaystyle M} il momento totale delle forze agenti sulla carrucola, {\displaystyle m_{c}} la massa e {\displaystyle r} il raggio della carrucola stessa:
{\displaystyle I{\alpha }=(T_{2}-T_{1})r}
Dove {\displaystyle I} è il momento d'inerzia e {\displaystyle {\alpha }} è l'accelerazione angolare.
Approssimando la carrucola ad un disco solido e sottile, il suo momento d'inerzia risulta {\displaystyle {1 \over 2}m_{c}r^{2}}, sostituendo in {\displaystyle I} si ottiene:
{\displaystyle T_{2}-T_{1}={1 \over 2}m_{c}r^{2}{a \over r^{2}}}
{\displaystyle T_{2}-T_{1}={1 \over 2}m_{c}a}
Si sommano membro a membro le equazioni del moto delle due masse:
{\displaystyle m_{1}a+m_{2}a=T_{1}-T_{2}+m_{2}g-m_{1}g}
{\displaystyle a(m_{1}+m_{2})+m_{1}g-m_{2}g=T_{1}-T_{2}}
Quindi, sostituendo e proseguendo:
{\displaystyle a(m_{1}+m_{2})+g(m_{1}-m_{2})=-{1 \over 2}m_{c}a}
{\displaystyle a(m_{1}+m_{2}+{1 \over 2}m_{c})=-g(m_{1}-m_{2})}
E quindi:
{\displaystyle a=g{\frac {m_{2}-m_{1}}{m_{1}+m_{2}+{1 \over 2}m_{c}}}}
Da questa equazione è evidente che se {\displaystyle m_{c}} si avvicina a zero si ricade nel caso particolare della carrucola con massa trascurabile.
Dalla definizione di accelerazione dei due corpi nel caso in cui la carrucola abbia massa non trascurabile si giunge alla definizione di tensione agente sui corpi sostituendo nelle due equazioni {\displaystyle m_{1}a=T_{1}-m_{1}g} e {\displaystyle m_{2}a=m_{2}g-T_{2}} l'accelerazione appena trovata. Il risultato è
{\displaystyle T_{1}=g{\frac {2m_{1}m_{2}+{1 \over 2}m_{c}m_{1}}{m_{1}+m_{2}+{1 \over 2}m_{c}}}}
{\displaystyle T_{2}=g{\frac {2m_{1}m_{2}+{1 \over 2}m_{c}m_{2}}{m_{1}+m_{2}+{1 \over 2}m_{c}}}}
Anche in questo caso è evidente che se la carrucola è molto piccola, si ricade nel caso della carrucola con massa trascurabile.

## Casi delle masse poggiate su piani inclinati

### Equazioni per una carrucola senza attrito
Possiamo modificare ulteriormente il problema ponendo che le due masse siano poggiate su due diversi piani inclinati senza attrito. Definito {\displaystyle \alpha } l'angolo fra il terreno e il piano su cui è poggiato il primo corpo e {\displaystyle \beta } l'angolo fra il terreno e il piano su cui poggia il secondo, allora:
{\displaystyle \left\{{\begin{matrix}m_{1}a=T-m_{1}g\sin {\alpha }\\m_{2}a=m_{2}g\sin {\beta }-T\end{matrix}}\right.}
Il procedimento per trovare i valori di accelerazione e tensione è lo stesso che abbiamo usato prima nel caso della carrucola di massa non trascurabile. L'unica cosa a cui si deve porre attenzione sono le forze che esercitano un momento sulla carrucola: bisogna tenere presente che la corda, e quindi i due vettori delle tensioni, sono inclinati di un angolo uguale a {\displaystyle {\pi  \over 2}-\alpha } per il primo corpo e di un angolo pari a {\displaystyle {\pi  \over 2}-\beta } per il secondo rispetto alla verticale. Quindi le forze che imprimono un momento sulla carrucola sono:
{\displaystyle T_{1}=T\cos {\left({{\pi  \over 2}-\alpha }\right)}=T\sin {\alpha }}
e
{\displaystyle T_{2}=T\cos {\left({{\pi  \over 2}-\beta }\right)}=T\sin {\beta }}
Seguendo gli stessi passaggi di prima, si ottengono:
{\displaystyle a=g{\left({\frac {m_{2}\sin ^{2}{\beta }-m_{1}\sin ^{2}{\alpha }}{m_{1}\sin {\alpha }+m_{2}\sin {\beta }+{1 \over 2}m_{c}}}\right)}}
e
{\displaystyle T=g{\frac {m_{1}m_{2}\sin {\beta }(\sin {\alpha }+\sin {\beta })+{1 \over 2}m_{c}m_{1}\sin {\alpha }}{m_{1}\sin {\alpha }+m_{2}\sin {\beta }+{1 \over 2}m_{c}}}}
Si noti anche in questo caso come, se {\displaystyle \alpha } e {\displaystyle \beta } sono entrambi uguali a {\displaystyle {\pi  \over 2}} (ovvero se le due masse non sono appoggiate ad alcun piano inclinato e quindi cadono verso il basso), si ricada nei casi precedenti, mentre se {\displaystyle \alpha } e {\displaystyle \beta } sono entrambi uguali a {\displaystyle 0} (ovvero se i due corpi sono appoggiati per terra sullo stesso livello), l'accelerazione e la tensione siano nulle.
Adesso rendiamo il problema ancora più realistico inserendo l'attrito fra le masse e i piani inclinati. Definiamo {\displaystyle \mu _{1}} e {\displaystyle \mu _{2}} i coefficienti d'attrito cinetico fra i due corpi e i rispettivi piani; questa volta le equazioni iniziali del moto delle due masse sono:
{\displaystyle \left\{{\begin{matrix}m_{1}a=T-m_{1}g\sin \alpha -m_{1}g\cos {\alpha }\mu _{1}\\m_{2}a=m_{2}g\sin {\beta }-T-m_{2}g\cos {\beta }\mu _{2}\end{matrix}}\right.}
Seguendo gli stessi passaggi che abbiamo seguito prima, si conclude che:
{\displaystyle a=g{\frac {m_{2}\sin {\beta }(\sin {\beta }-\cos {\beta }\mu _{2})-m_{1}\sin {\alpha }(\sin {\alpha }+\cos {\alpha }\mu _{1})}{m_{1}\sin {\alpha }+m_{2}\sin {\beta }+{1 \over 2}m_{c}}}}
e che:
{\displaystyle T=g{\frac {m_{1}m_{2}\sin {\beta }(\sin {\alpha }+\sin {\beta }+\cos {\alpha }\mu _{1}-\cos {\beta }\mu _{2})+{1 \over 2}m_{c}m_{1}(\sin {\alpha }+\cos {\alpha }\mu _{1})}{m_{1}\sin {\alpha }+m_{2}\sin {\beta }+{1 \over 2}m_{c}}}}
Anche in questo caso ponendo {\displaystyle \mu _{1}} e {\displaystyle \mu _{2}} uguali a zero ci si riconduce al caso precedente.

### Equazioni per una carrucola con attrito
Nel caso in cui la carrucola non sia priva d'attrito, ma allo stesso tempo la differenza delle due masse non sia troppo piccola, l'equazione dell'accelerazione verrà modificata con l'aggiunta di un termine che rappresenta la forza d'attrito. Con questa approssimazione l'equazione del moto risulterà essere uguale a
{\displaystyle (m_{2}-m_{1})g=(m_{2}+m_{1})a+f_{attrito}}
Se invece la differenza tra le due masse è ridotta, non si può trascurare il momento d'inerzia {\displaystyle I} della carrucola di raggio {\displaystyle r}. L'espressione dell'accelerazione angolare della carrucola è data dalla seguente relazione
{\displaystyle \alpha ={a \over r}}
In questo caso il momento totale del sistema diventa
{\displaystyle M_{Totale}=\left(T_{2}-T_{1}\right)r=I\alpha +\ M_{attrito}}